# Eduardo Alfredo Olivero
Eduardo Alfredo Olivero (Tandil, 2 de noviembre de 1896; Buenos Aires, 19 de marzo de 1966) fue un aviador argentino, uno de los pioneros de la aviación en la República Argentina. Héroe de guerra italiano, fue el primero en unir Buenos Aires y Nueva York en vuelo.

## Biografía
Nació en Tandil, provincia de Buenos Aires, el 2 de noviembre de 1896, hijo de Giovanni y Margarita Olivero, y murió el 19 de marzo de 1966. 
Eduardo Olivero, siendo adolescente, escapó de su casa paterna para tomar clases de vuelo en la escuela de Villa Lugano, de reconocida notoriedad por la práctica asidua de avezados pilotos, entre los que había sobresalido Jorge Newbery. Voló por primera vez el 14 de julio de 1914, deslumbrando ya por su habilidad y pericia.
Allí batió el récord mundial de altura, superando los 8.000 m, lo que provocó su desvanecimiento y la caída de su aeroplano desde esa altura, salvando su vida. 
Intentó siempre batir récords y exigir al máximo los vehículos que entonces se usaban. Fue por eso que sufrió varios accidentes: En uno perdió un ojo al chocar con el carro de un verdulero mientras probaba un novedoso auto de carrera abierto; en otro se vio envuelto en llamas, lo que le desfiguró el rostro. 

## Experiencia de guerra
Al estallar la Primera Guerra Mundial su padre y su tío resuelven ir a pelear por la Italia natal, tal como hicieron más de 40.000 italianos. Eduardo los exime de esa responsabilidad y marcha, en 1915, en nombre de la familia Olivero. Lo hace a escondidas de su padre, sin despedirse, lo que la familia excusa por su minoría de edad. 

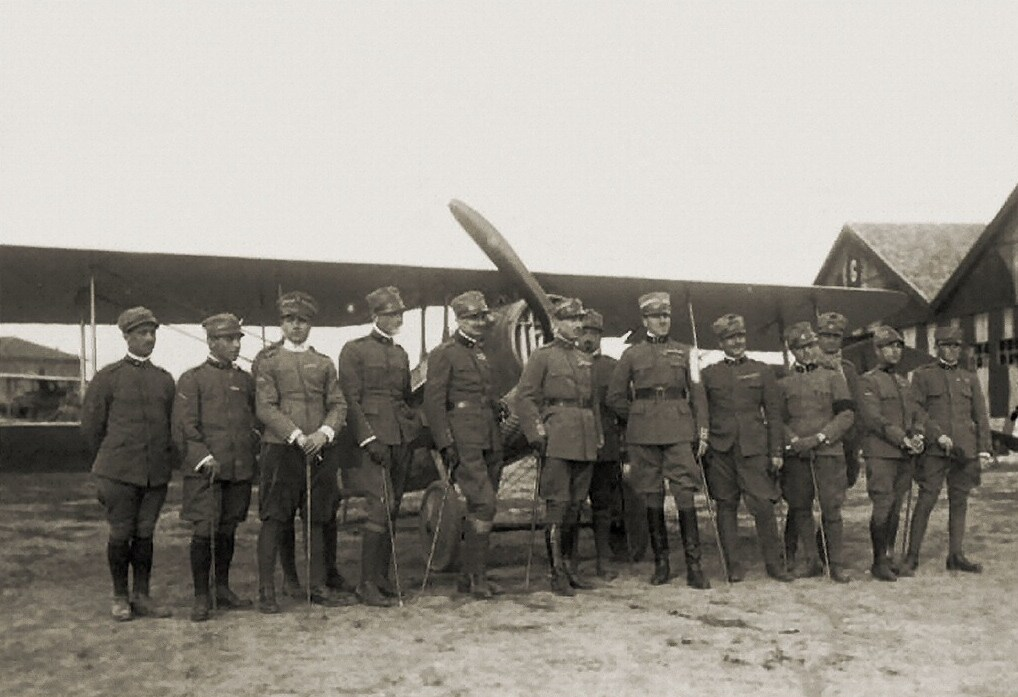
Olivero (último a la derecha) en 1916 junto a la escuadrilla 91

Apenas llega, le ofrecen ser parte del Servizio Aeronautico (nombre de la aún no creada Aeronautica Militare), pero solo aceptando la ciudadanía italiana; Olivero declina su ofrecimiento: la nacionalidad argentina no es negociable. 
Sin embargo, la urgente necesidad de pilotos obliga a la Aviación italiana a incorporarlo, primero como instructor de vuelo y luego -a pedido suyo- como integrante de la escuadrilla de ases italianos. Olivero participa activa y valientemente de varios combates aéreos, que lo harán merecedor de algunas medallas. En una oportunidad, vuela en solitario sobre tropas enemigas para tomar fotografías y es atacado por siete aparartos; logra derribar a dos, y emprende el escape, utilizando todo el combustible. Aterriza de emergencia en una granja, se re abastece de gasolina, y consigue retornar a su base sano y salvo, cuando ya lo daban por derribado y muerto. Por este episodio, el Rey de Serbia le otorga una medalla. Llegó a ascender hasta el grado de Comandante. Durante toda la guerra lució en su aeroplano cintas azules y blancas, en recuerdo de su patria.
Como todos los aviadores de esa época romántica y caballeresca, una vez terminados los combates aéreos, regresaba al campo donde había estado combatiendo y arrojaba flores desde su avión, para despedir a los muertos.
Olivero recibió las siguientes condecoraciones: de Italia: tres Medallas de Plata, dos Medallas de Bronce, la Cruz de Guerra, la Medalla Militar, la Medalla Militar al Voluntario de Guerra y la Medalla de la Unidad Italiana; de Francia la Cruz de Guerra con Palma; y de Serbia la Gran Cruz de Oro de Karageorgevich.
Concluida la Primera Guerra, a través de Gabriele D'Annunzio, consigue el permiso para volver a su país, Argentina, y reencontrarse con su familia. Fue recibido como un héroe en Buenos Aires y en su ciudad natal, Tandil.

## Postguerra

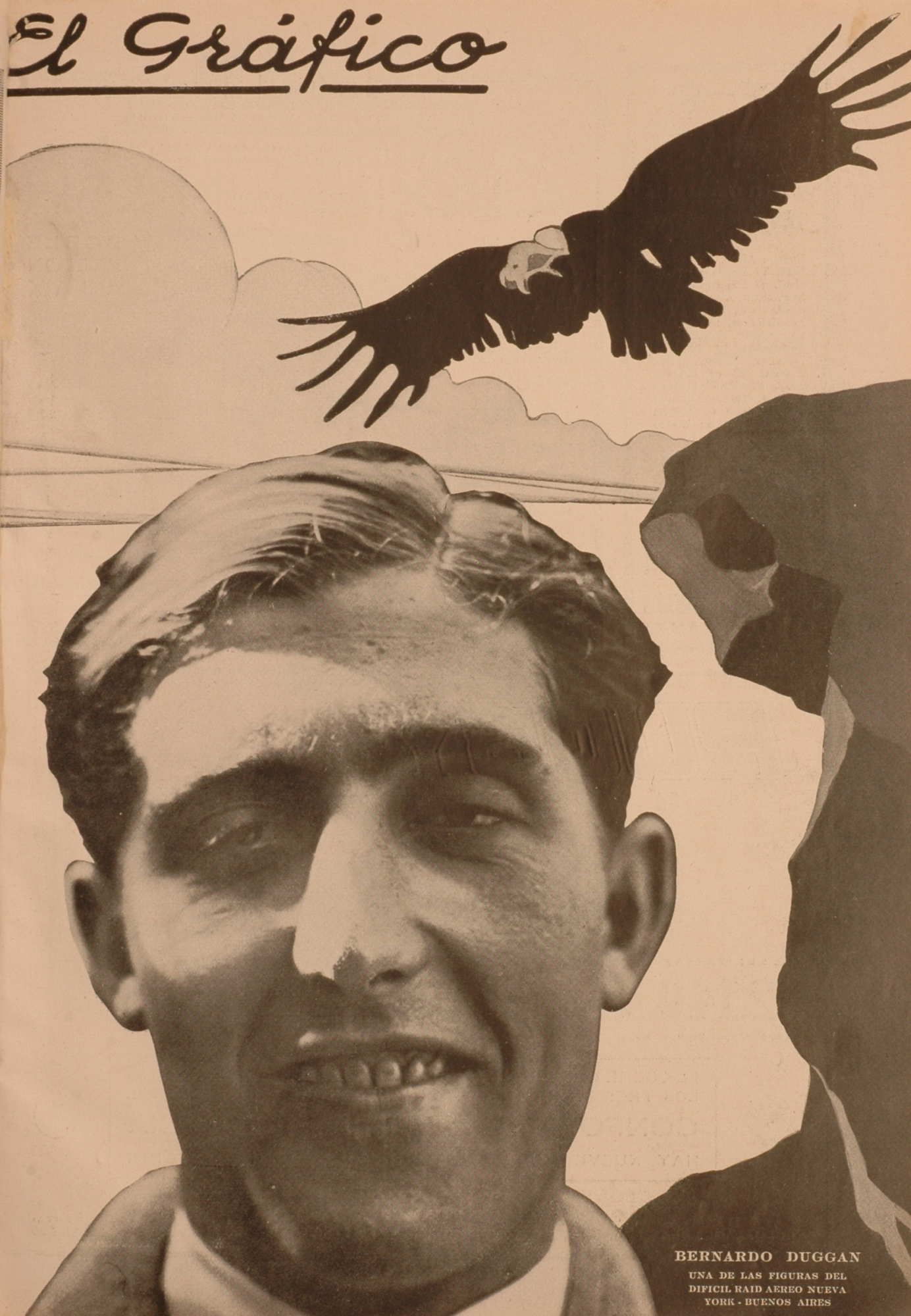
Bernardo Duggan en la portada de El Gráfico luego del vuelo entre Buenos Aires y Nueva York

En Argentina impartió clases de vuelo y rompió además varios récords de altura, distancia y velocidad. Entre ellos el récord sudamericano de altura, superando los 8.000 m, lo que provocó su desvanecimiento y la caída de su aeroplano, salvando providencialmente la vida.
En una ocasión, haciendo acrobacia, su avión se incendió; para evitar que las llamas carbonizaran a su amigo copiloto, se arrojó sobre el fuego, quemándose sus manos y cara y a pesar del dolor y las heridas, logró aterrizar sin problemas. Este accidente cambió para siempre su fisonomía pero no hizo mermar un ápice su pasión, ni evitó que siguiese volando y batiendo récords.
En 1926, junto a su alumno Bernardo Duggan y al mecánico italiano Ernesto Campanelli, unieron por primera vez en vuelo las ciudades de Nueva York y Buenos Aires, en 37 etapas y a lo largo de 81 días. A su avión marca Savoia Marchetti, de origen italiano, lo bautizó con el nombre rutilante de "Buenos Aires". Este exitoso viaje pionero fue seguido de cerca por la prensa mundial. Durante siete días se los dio por muertos debido a un curioso percance: siguiendo las costas de Brasil se internaron por error en el río Amazonas, registrando fotografías de los asombrados indígenas con quienes convivieron. Luego, gracias a la asistencia de una embarcación consiguieron cargar combustible como para continuar su periplo a Buenos Aires, donde renombrados músicos y artistas de la época compusieron melodías y letras alusivas a este accidentado raid.
Al llegar al puerto de Buenos Aires, una multitud ansiosa los aguardaba y en ella el mismo Presidente de la Nación Marcelo T. de Alvear.

## Últimos días
Su vida permanece íntimamente ligada a la aviación hasta su fin. Intenta ser el primer aviador en volar hasta la estratosfera, pero el inicio de la Segunda Guerra Mundial se lo impide. Finalmente, el valeroso Olivero murió en 1966.